# Alfons von Aragonien und Escobar

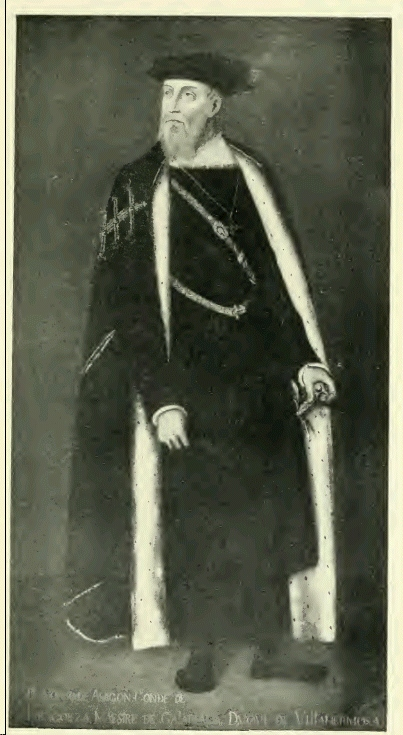
Alfons von Aragonien und Escobar

Alfons von Aragonien und Escobar auf Katalanisch Alfons d’Aragó i d’Escobar auf Spanisch Alfonso de Aragón y Escobar auch Alonso de Aragón y Escobar (* 1415  in Olmedo in Kastilien; † 1485 in Linares) war ein spanischer Heerführer. Er war Großmeister des Ordens von Calatrava, erster Herzog von Villahermosa und Graf von Ribagorza.

## Herkunft
Alonso war ein nichtehelicher Sohn des aragonischen Infanten Johann, damals Herzog von Peñafiel, des späteren Königs Johann II. von Navarra und Aragonien und Leonor de Escobar. Er war ein Halbbruder von Karl von Viana und von Ferdinand II. von Aragonien. Seine Erziehung erhielt er am Hof des Königs Johann II. von Kastilien dem Vetter seines Vaters, und am Hof des Königs Eduard von Portugal dem Ehemann seiner Tante. Er wurde von Johann II. von Kastilien zum Ritter geschlagen.

## Wirken

Ordenszeichen des Ordens von Calatrava

### Großmeister des Ordens von Calatrava
Der Orden von Calatrava war einer der vier großen Ritterorden die in Spanien in der Zeit der Reconquista entstanden waren. Ferdinand I. von Aragonien, der Großvater von Alfons stammte aus Kastilien. Ferdinands Söhne, die Infantes de Aragón, hatten aufgrund ihrer Stellung und ihres Besitzes einen großen Einfluss in Kastilien. Alfons’ Onkel, der Infant Heinrich, war Großmeister des Ordens von Santiago.
Als am 18. August 1443 ein neuer Großmeister des Ordens von Calatrava gewählt wurde, war Heinrich mit einer Anzahl von Soldaten anwesend und beeinflusste die Wahl so, dass sein Neffe gewählt wurde. Am 9. Oktober erhielt Alfons die Nachricht von seiner Wahl und nahm die Wahl am 12. Oktober an. Da er bisher nicht Mitglied des Ordens war trat er am 2. Februar 1444 als Bruder in den Orden ein.  Ab dem 13. Februar 1444 übte er sein Amt aus.
Als Mitte des Jahres 1444 der Einfluss der Infantes de Aragón in Kastilien abnahm sahen sie sich gezwungen sich aus dem Königreich Kastilien zurückzuziehen. Alfons machte die Burg des Ordens in Castillo de Alcañiz in Aragonien zu seinem Sitz als Großmeister und bezog die Einnahmen der Ländereien des Ordens in Aragonien, Katalonien und Valencia. In der Schlacht von Olmedo kämpfte Alfons an bedeutender Stelle der Armee des kastilischen Hochadels gegen König Johann II. von Kastilien. Der Ausgang der Schlacht führte zu dem endgültigen Verlust des Einflusses der Infanten von Aragón. Die Führung des Ordens von Calatrava machten geltend, Alfons nur unter Zwang gewählt zu haben und wählte am 19. September 1445 Pedro Girón zum neuen Großmeister.  Alonso erkannte seine Absetzung nicht an. In einer kriegerischen Aktion versuchte er 1451 die Besetzung von Almagro in Kastilien, dem damaligen Hauptsitz des Calatravaordens. Die Aktion misslang und Alfons zog sich nach Aragonien zurück.  In einer öffentlichen Erklärung verzichtete Alfons am 4. März 1455 in Saragossa auf das Amt. Er hatte seine Hoffnung auf das Amt aber immer noch nicht aufgegeben. Erst mit seiner Heirat im Jahr 1477 wurde eine Rückkehr in das Amt nicht mehr möglich.

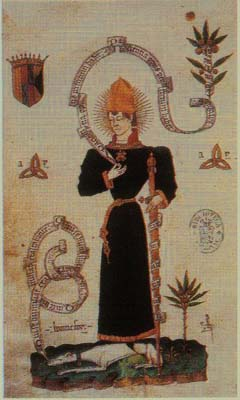
Karl von Viana

### Navarresischer Bürgerkrieg
Alfons’ Vater Johann heiratete 1420 Blanka von Navarra die damaligen Thronerbin des Königreiches Navarra. Als Blankas Vater Karl III. von Navarra 1425 starb, wurden Blanka und Johann zusammen regierende Königin und regierender König von Navarra. Als Blanka 1441 starb, sollte nach den Testamenten von Karl III. und Blanka und dem Ehevertrag zwischen Blanka und Johann der Sohn beider, Karl von Viana König von Navarra werden. Johann lehnte allerdings die Übergabe der Regierung an seinen Sohn ab. Er setzte ihn nur als seinen Stellvertreter ein. Aus den Streitigkeiten zwischen Johann und Karl entwickelte sich 1451 der Navarresische Bürgerkrieg. Die beiden gegnerischen Parteien in diesem Bürgerkrieg waren die Beaumonteses die Anhänger der navarresischen Adelsfamilie Beaumont die Karl von Viana unterstützten und die Agramonteses, die Anhänger der navarresischen Adelsfamilie Agramont die Johann unterstützten.  In diesem Krieg kämpfte Alfons auf der Seite seines Vaters. In der Schlacht von Aibar im Oktober 1451 gelang es ihm seinen Halbbruder Karl von Viana gefangen zu nehmen. Karl wurde nach zweijähriger Haft freigelassen unter der Bedingung den Titel eines Königs von Navarra nicht zu Lebzeiten seines Vaters zu führen. 1455 reiste Karl zu seinem Onkel dem König Alfons V. nach Neapel.

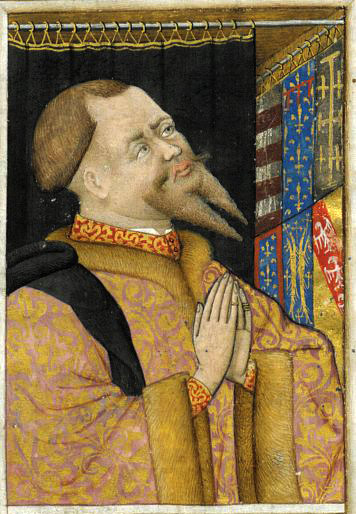
René I. von Anjou

### Bürgerkrieg in Katalonien
Im Jahr 1458 starb König Alfons V. Johann, der Vater von Alfons von Aragonien und Escobar wurde nun Herrscher über die Reiche der Krone von Aragonien. Johann war bereits seit 1438 Stellvertreter seines in Neapel lebenden Bruders in den Königreichen Aragonien und Valencia. Im Fürstentum Katalonien war die Ehefrau des Königs Alfons V. Maria von Kastilien von 1432 bis 1458 Stellvertreterin ihres Mannes.
Bereits seit den 20er Jahren des 15. Jahrhunderts kam es in Katalonien besonders in Barcelona immer wieder zu Auseinandersetzungen und Aufständen.
Der Tod von Karl von Viana zusammen mit der Unzufriedenheit der bürgerlichen Oligarchie Barcelonas und einem großen Teil der katalanischen Aristokratie gegen die interventionistische Politik des Königs der ihre Vorrechte einschränkte, waren der Auslöser für den Katalanischen Bürgerkrieg der eine schwere wirtschaftliche soziale und institutionelle Krise verfestigte unter der Katalonien bereits seit der Mitte des 14. Jahrhunderts litt. Die Konfrontation entstand in Barcelona und breitete sich in ganz Katalonien aus, zu einer Zeit, in der sich gleichzeitig auch die Auseinandersetzungen im Königreich Navarra entwickelten. Darüber hinaus mischte sich Kastilien in den Konflikt ein. In dieser katalanischen Auseinandersetzung nahm Alfons an verschiedenen Gefechten teil.
Im August 1462 trug die von den Cortes von Katalonien bestimmte Regierung (Diputación del General del Principado de Cataluña) König Heinrich IV. von Kastilien die Krone an. Die Belagerung Barcelonas durch die Truppen des Königs von Aragonien Johann unter der Führung von Alfons, bei der die wichtige Befestigungsanlage Montjuïc eingenommen werden konnte, wurde als aussichtslos abgebrochen. Nachdem Heinrich IV. von Kastilien auf die Herrschaft in Katalonien verzichtete, bot die Diputación del General del Principado de Cataluña Peter von Aragón, dem ältesten Sohn des Infanten Peter von Portugal die Herrschaft an. Der nahm an und wurde im Januar 1464 unter dem Namen Peter IV. von Katalonien vereidigt. Der Tod Peters am 29. Juni 1466 änderte die Lage wieder von Grund auf. Jetzt suchten die Aufständischen Kataloniens die Unterstützung des französischen Königs Ludwig XI. Sie boten die Herrschaft dem Herzog von Anjou René an. Der schickte seinen Sohn Johann. Als Johann Girona angriff konnte Alfons die Stadt halten. Im November 1467 wurden die von Alfons geführten Truppen bei Vilademat geschlagen, so dass die gesamte Region Empúries von den Truppen Johanns von Aragonien aufgegeben werden musste. Zwischen 1467 und 1470 fanden immer wieder Kämpfe statt, bei denen mal die eine, mal die andere Seite Städte und strategische Befestigungen erobern konnten. Im November 1470 fand am Rio de Besòs eine Schlacht statt, bei der es mehr als 4000 Tote gab und ein großer Teil der Heerführer der Aufständischen von königlichen Truppen gefangen genommen werden konnten. Erst mit der im Oktober 1472 erfolgreichen Belagerung von Barcelona konnten die königlichen Truppen den Aufstand beenden.
Am 27. November 1469 verlieh Johann II. von Aragonien seinem Sohn Alfons von Aragonien und Escobar den Titel eines Grafen von Ribagorza. Den Titel führte vorher Alfons’ Halbbruder Ferdinand der aber 1468, vor seiner Heirat mit Isabella in der Kathedrale von Saragossa zum König von Sizilien gekrönt worden war.

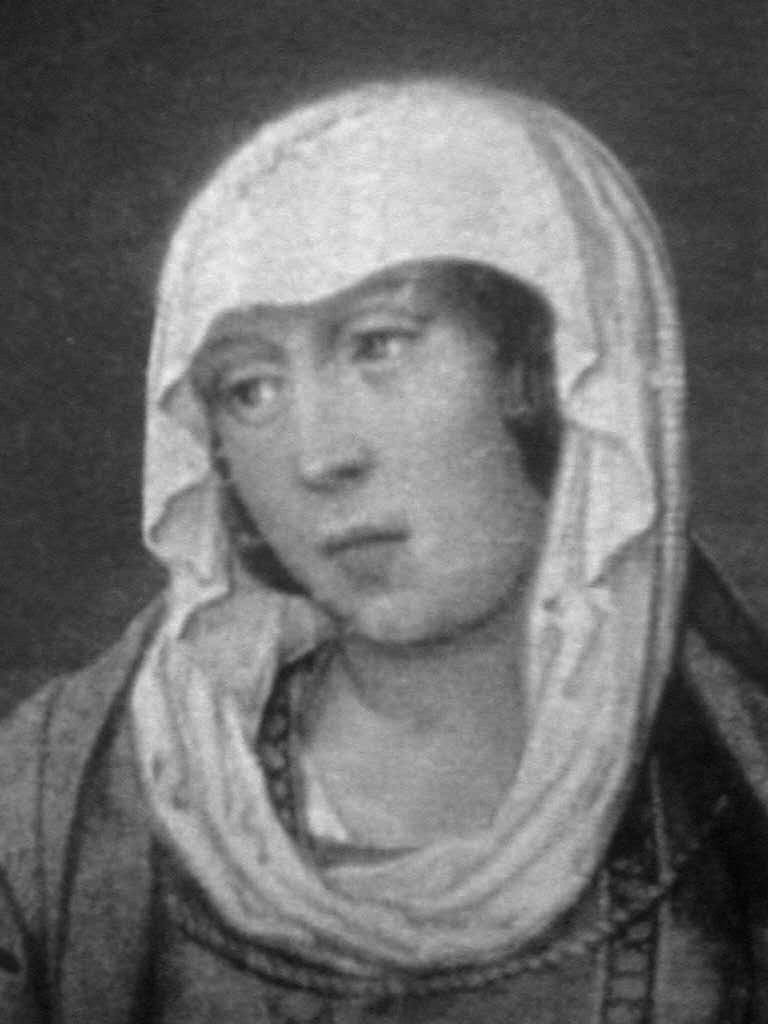
Johanna von Kastilien

### Kastilischer Erbfolgekrieg
Die letzten zehn Jahre seines Lebens verbrachte Alonso in Kastilien im Dienst seines Bruders Ferdinand. Bei seiner Rückkehr nach Kastilien spielten offenbar auch seine immer noch nicht ganz aufgegebenen Hoffnungen auf das Amt des Großmeisters des Ordens von Calatrava eine gewisse Rolle.
Im Kastilischen Erbfolgekrieg ging es um die Nachfolge des Königs Heinrich IV. von Kastilien, der im Dezember 1474 gestorben war. Die Thronprätendentinnen waren Johanna von Kastilien die Tochter Heinrichs. Sie wurde von großen Teilen des kastilischen Hochadels und vom portugiesischen König Alfons V. unterstützt. Ihre Gegner waren Isabella I. von Kastilien und ihr Ehemann Ferdinand V. von Kastilien (ab 1479 auch Ferdinand II. Aragonien). Alfons unterstützte seinen jüngeren Halbbruder Ferdinand und seine Schwägerin.
Bei der Belagerung von Burgos im Jahr 1475 befehligte Alfons die Artillerie. Er galt als einer der besten Spezialisten dieser Truppengattung auf der iberischen Halbinsel.  Der massive Einsatz der Artillerie war eine Neuerung in der Kriegführung und bekam später bei der Eroberung Granadas eine besondere Bedeutung.
Im Jahr 1476 schuf Johann II. von Aragonien den Titel eines Herzogs von Villahermosa, ohne dass es ein entsprechendes Herzogtum gab, und verlieh den Titel seinem Sohn Alfons.
Im August 1476 wurde die Santa Hermandad gegründet. Zum Oberbefehlshaber dieses, durch die Städte finanzierten stehenden Heeres, bestimmten die Katholischen Könige Alfons.  Aufgrund seiner langjährigen Kampferfahrung als Heerführer gelang es ihm eine gut ausgebildete und disziplinierte Truppe aufzustellen, die aus schwerer und leichter Kavallerie, Infanteristen sowie einer Artillerieeinheit bestand. Mit den Kräften der Santa Hermandad gelang es Alfonso 1476 bis 1478 einige wichtige Städte in Andalusien einzunehmen, die in der Hand der Unterstützer Johannas von Kastilien waren.
Zu dieser Zeit übernahm Alfonso auch politische Aufgaben. Während der Reisen der Katholischen Könige nach Andalusien wurde er zusammen mit Pedro Hernández de Velasco zum Gouverneur von Kastilien und León ernannt. Im Jahr 1481 begleitete er die Katholischen Könige zu den Cortes in Barcelona, bei der der Thronfolger Johann als Fürst von Gerona vereidigt wurde. Alfons war Mitglied der Standesvertretung des Adels. Auch im Jahr 1484 nahm er in der gleichen Funktion an den Cortes in Tarragona teil.

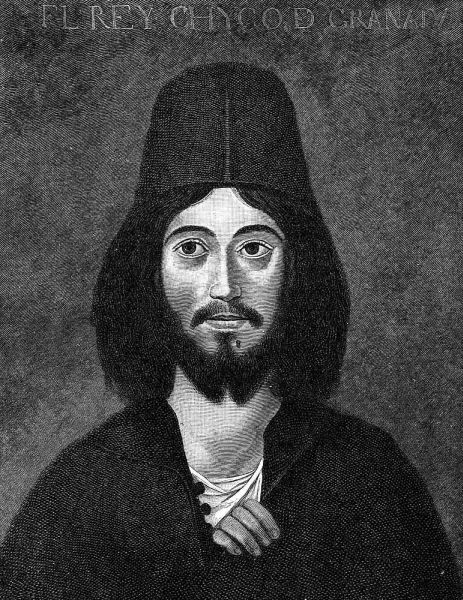
Muhammad XII. (Boabdil)

### Eroberung des Königreiches Granada
Die Eroberung des Königreiches Granada war die letzte Phase der Reconquista.
Aufgrund seines hohen Alters konnte Alonso nicht mehr aktiv an den Kampfhandlungen teilnehmen. Die von ihm entworfene Strategie der Belagerung, Beschießung und Erstürmung von Städten und Festungen war aber maßgebend für den Erfolg der kastilischen Truppen gegen die maurischen Verteidiger.  Er nahm auch 1482 an der Belagerung von Loja teil, bei der das Heer der Katholischen Könige eine empfindliche Niederlage hinnehmen musste.
Er starb 1485 in Linares und wurde in Baeza beigesetzt. Später wurden seine Gebeine in die Grabkirche der Könige von Aragonien Monestir de Santa Maria de Poblet überführt.

## Nachkommen
Mit María Junquers (1420–1506) hatte er zwei Kinder:
- Leonor de Aragón (1445–1478) ⚭ Jaime de Milá y Borja, 1. Graf von Albayda
- Johann II. von Ribagorza (1457–1528)  4. Graf von Ribagorza, 1. Herzog von Luna, Vizekönig von Neapel (1507–1509)

Mit María Sánchez Cornejo (* 1425) hatte er drei Kinder:
- Catalina de Aragón (* 1450) Äbtissin des Klosters San Clemente el Real in Toledo
- Alonso de Aragón y Sánchez (1455–1514) Bischof von Tortosa (1475–1513) und Erzbischof von Tarragona (1512–1514)
- Fernando de Aragón y Cornejo Gran Prior de Cataluña (1491–1511)

Mit Catalina Maldonado hatte er einen Sohn:
- Enrique de Aragón  Abt im Kloster Nuestra Señora de la O de Alaón, gewählter Bischof von Cefalú in Sizilien (1484)

1477 heiratete Alonso Leonor de Sotomayor y Portugal die Tochter von Juan de Sotomayor und Isabel de Portugal. Sie hatten drei Kinder:
- Fernando de Aragón y de Sotomayor (1478–1481)
- Alfonso de Aragón y de Sotomayor (1479–1513) 2. Herzog von Villahermosa
- María de Aragón y de Sotomayor ⚭ Roberto II. Sanseverino Fürst von Salerno